# Índex de bon país

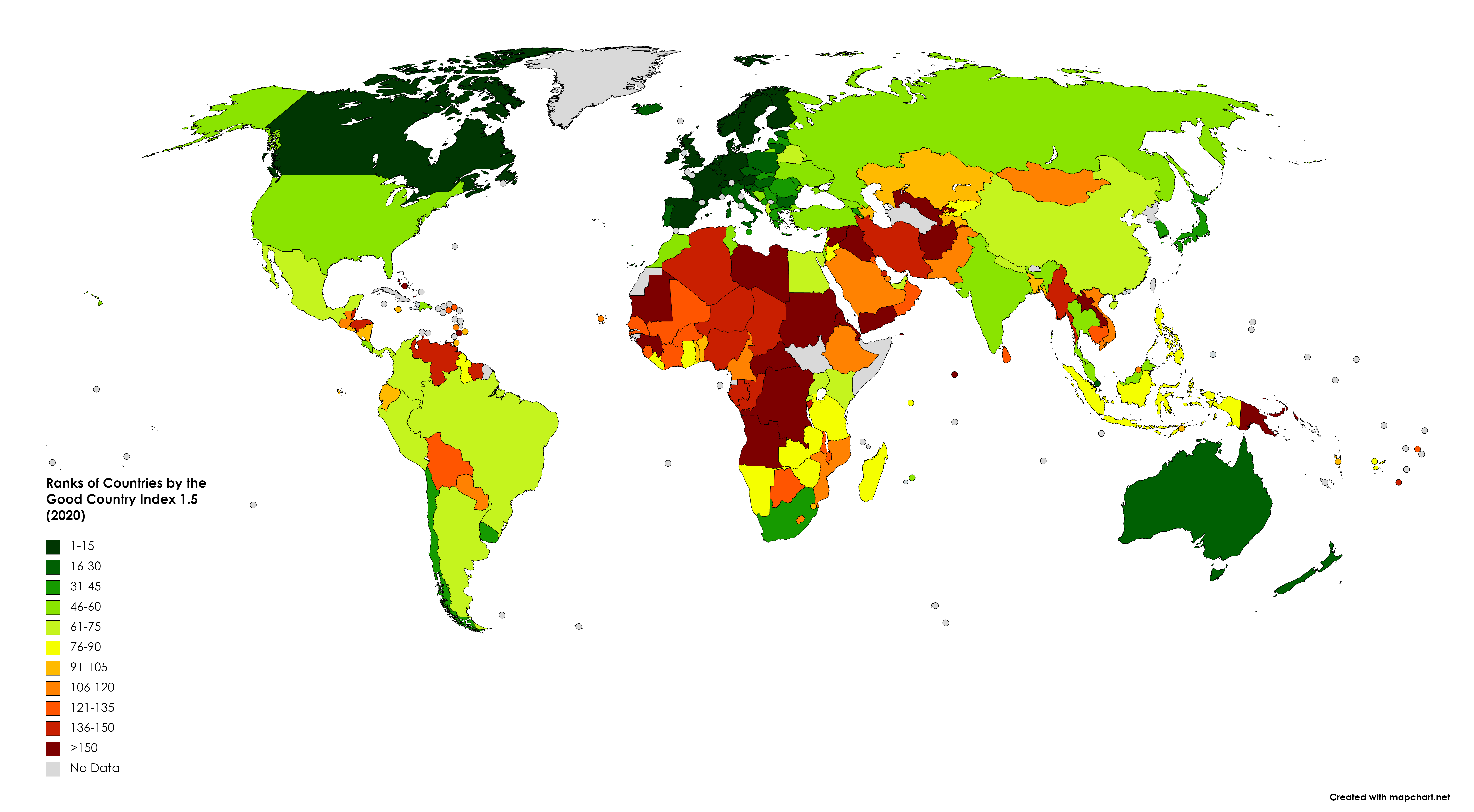
Resultats de l'any 2020.

El Good Country Index (denominació anglesa) es podria traduir per l'Índex de Bon País, si bé una denominació més ajustada al que significa hauria de ser índex d'aportació al bé comú mundial del país. Valora la contribució dels països al planeta i a la raça humana a través de les seves polítiques i comportaments, mesurant l'aportació no en termes absoluts sinó relatius en funció del seu PIB.

## Història
El concepte, la denominació i el mateix índex van ser desenvolupats per Simon Anholt. L'índex va ser construït pel Dr. Robert Govers amb el suport de diverses organitzacions. Va ser presentat per Simon Anholt en una conferència TED el juny de 2014.

## Descripció
L'índex és una estadística composta de 35 punts de dades que es generen en la seva majoria per les Nacions Unides. Aquests punts de dades es combinen en una mesura comú que dona una classificació general i una classificació en set categories, com ara ciència i tecnologia, cultura, pau i seguretat internacional, ordre mundial, planeta i clima, prosperitat i igualtat, salut i benestar.

## Metodologia
L'índex tracta de mesurar l'impacte global de les polítiques i comportaments nacionals: el que el país contribueix (i dels que s'endú) als béns comuns globals. L'índex utilitza 35 punts de dades, cinc de cadascuna de les set categories. Aquests punts de dades són produïts per les Nacions Unides i altres organismes internacionals, algunes ONG i altres organitzacions. Els països reben puntuacions de cada indicador com un rang fraccional (0 = rang superior, 1 = rang inferior) en relació amb tots els països per als quals es disposa de dades. La categoria de classificacions es basen en el mitjana dels rangs fraccionals en els 5 indicadors per categoria (subjecte a un màxim de 2 valors perduts per categoria). La classificació general es basa en la mitjana de les mitjanes de les categories. Això proporciona una mesura comuna que dona una classificació general, una classificació en cadascuna de les set categories, i un balanç per a cada país que mostra d'una ullada quant contribueix al món i tot el que en treu.

## Categories i indicadors

### Ciència, tecnologia i coneixement
- Nombre d'alumnes estrangers que estudien al país en relació amb el PIB
- Exportacions de publicacions periòdiques, revistes científiques i diaris en relació amb el PIB
- Nombre d'articles publicats en revistes internacionals (últimes dades del 2009) en relació amb el PIB
- Nombre de premis Nobel en relació al PIB
- Nombre de sol·licituds del Tractat Internacional de Cooperació de Patents en relació amb el PIB

### Cultura
- Exportacions de béns creatius (categorització segons l'Informe de l'Economia Creativa de la UNCTAD) en relació amb el PIB
- Exportacions de serveis creatius (categorització segons l'Informe de l'Economia Creativa de la UNCTAD) en relació amb el PIB
- Quotes de la UNESCO en mora com a percentatge de la contribució (indicador negatiu)
- Nombre de països i territoris des dels quals els ciutadans poden entrar sense visat
- Llibertat de premsa (basant-se en la puntuació mitjana de Reporters sense Fronteres i l'índex de Freedom House com un indicador negatiu)

### Pau i seguretat internacional
- Nombre de tropes de pacificació enviades a l'estranger en relació amb el PIB
- Quotes endarrerides a la contribució financera a les missions de pau de l'ONU com a percentatge de la contribució (indicador negatiu)
- Nombre atribuït de víctimes de la violència organitzada internacional en relació amb el PIB (indicador negatiu)
- Exportacions d'armes i municions en relació amb el PIB (indicador negatiu)
- Puntuació de l'Índex de Ciberseguretat Global (indicador negatiu)

### Ordre mundial
- Percentatge de la població que dona caritat com a actitud cosmopolita
- Nombre de refugiats acollits en relació amb el PIB
- Nombre de refugiats a l'estranger en relació amb el PIB (indicador negatiu)
- Taxa de creixement (indicador negatiu)
- Nombre de tractats signats a conseqüència de l'acció diplomàtica i la resolució pacífica de conflictes

### Planeta i clima
- Reserva en la petjada ecològica i la biocapacitat (2009)
- Exportacions de residus perillosos en relació amb el PIB (només 2008 i 2011 si les dades són disponibles, de manera que les dades de 2011 s'utilitzen com a indicador negatiu)
- Emissions de contaminants de l'aigua de tipus orgànic en relació amb el PIB (últimes dades del 2007 com a indicador negatiu)
- Emissions de CO₂ en relació amb el PIB (indicador negatiu)
- Emissions de metà + òxid de dinitrogen + altres gasos amb efecte d'hivernacle (HFC, PFC i SF6) en relació amb el PIB (indicador negatiu)

### Prosperitat i igualtat
- Comerç transfronterer (rendiment comercial obert en comparació amb les millors pràctiques, és a dir, la CFI distància a la puntuació de la frontera)
- Nombre de treballadors humanitaris i voluntaris enviats a l'estranger en relació al PIB
- Mida del mercat de comerç just en relació amb el PIB
- Flux d'inversió directa a l'estranger en relació amb el PIB
- Aportacions de cooperació per al desenvolupament en relació amb el PIB

### Salut i benestar
- Quantitat de tones de blat enviades com a ajuda alimentària en relació amb el PIB
- Exportacions de productes farmacèutics en relació amb el PIB
- Contribucions voluntàries de més a l'Organització Mundial de la Salut en relació amb el PIB
- Contribucions d'ajuda humanitària en relació amb el PIB
- Confiscacions de drogues (quilograms equivalents de cocaïna pura) en relació amb el PIB

## Resultats el 2014
S'inclouen 125 països en la llista. Els tres primers països de la llista publicada l'any 2014 són Irlanda, Finlàndia i Suïssa. Nou dels 10 primers països de la classificació general es troben a l'Europa Occidental. Els Estats Units ocupen el lloc 21. Fora de l'Europa Occidental i el món de parla anglesa, Costa Rica ocupa el més alt, situant-se en el lloc 22, mentre que Xile ésen el 24. Kenya ha estat nomenada la millor nació africana, en el lloc 26. Els tres últims països de la llista classifiquen Iraq, Líbia i Vietnam (però tinguem en compte que hi manquen molts països). Espanya es posiciona en el lloc 19, i en el primer en l'àmbit de salut i benestar.